# Copa Círculo de la Prensa
Die Copa Círculo de la Prensa, auch Trofeo Circular,  war ein Fußballwettbewerb, der 1916 und 1919 zwischen den Nationalmannschaften Argentiniens und Uruguays ausgespielt wurde.
Bei der Erstaustragung 1916 gab es ein Hin- und ein Rückspiel. Zunächst besiegte Argentinien Uruguay im Bonarenser Industrievorort Avellaneda im Stadion des Racing Club mit 7:2, wobei der Pforzheimer Marius Hiller, der zuvor auch in der deutschen Nationalmannschaft gespielt hatte,  drei Treffer beisteuerte. Im Parque Central von Montevideo gab es am 29. Oktober 1916 einen 3:1-Sieg für die Gastgeber, womit Argentinien Gewinner des Pokals wurde. Anzumerken ist, dass am selben Tag wie die erste Begegnung ein weiteres Spiel zwischen beiden Ländern, wenngleich mit anderen Spielern, abgehalten wurde. Dabei siegte Argentinien in Montevideo mit 1:0.
Bei der Austragung 1919 gab es nur ein Spiel, und zwar am 7. Dezember 1919 in Montevideo, wo Uruguay Argentinien mit 4:2 besiegte und diesmal den Pokal für sich selbst sicherte.
Zu den Stars der Begegnungen gehörten neben anderen

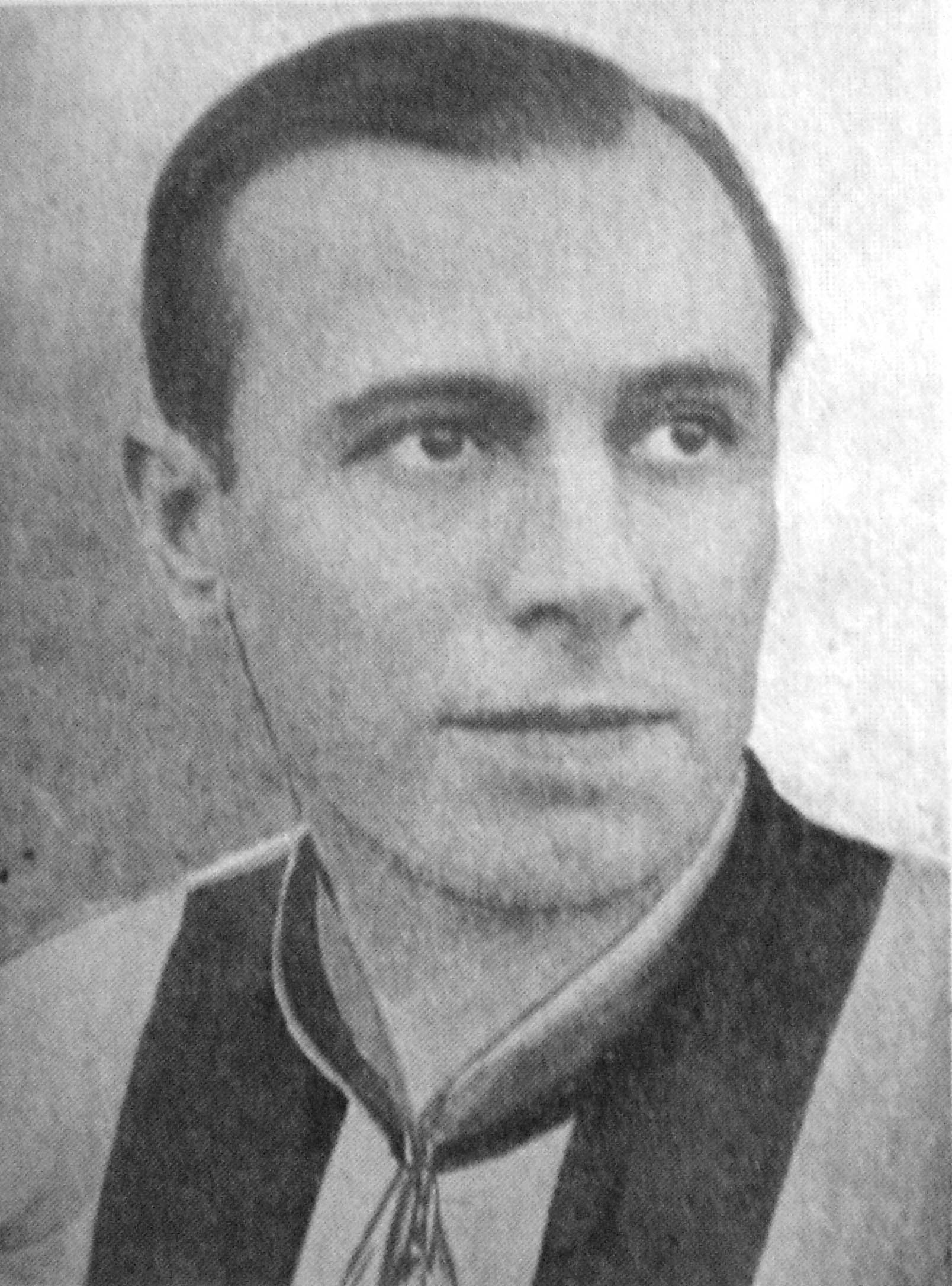
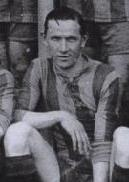
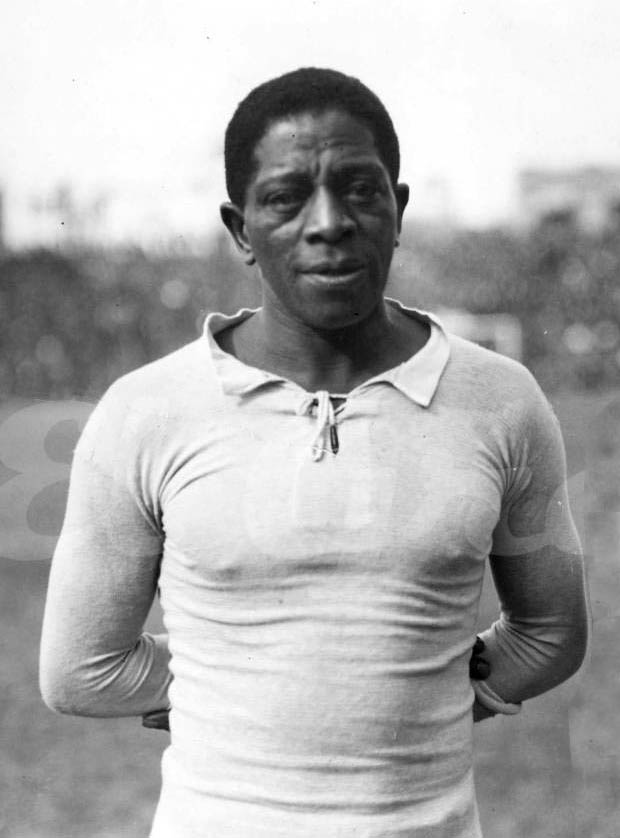
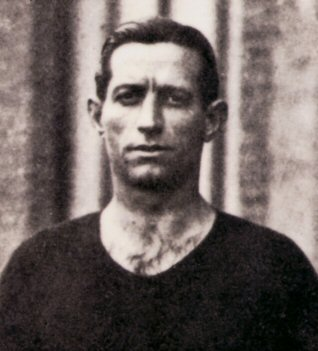

- José Piendibene
- Ennis Hayes
- Isabelino Gradín
- Julio Libonatti